# 李蘭娟
李 蘭娟（り らんえん、リー・ランジュエン、1947年9月13日 - ）は、中華人民共和国の疫学者、医師、医学者。浙江省紹興市出身。専門は肝臓病。現職は中華人民共和国国家衛生健康委員会高級専門家、浙江大学医学院付属第一医院教授・主任医師、伝染病診療国家重点実験室主任、浙江省伝染病重点実験室主任。
（中国語版を参照のこと）

## 経歴
1947年9月13日、浙江省紹興市で生まれた。1973年、浙江医科大学を卒業し（中国語版を参照のこと）、自身の母校である浙江医科大学}（中国語版を参照のこと）付属第一医院にて入院医師に着任した。以後、主治医師、副主任医師、党委書記、副院長と歴任した。1998年に浙江医科大学が浙江大学と合併したため、浙江大学医学院付属第一医院所属の医師・教授に就任。
1996年11月、中華人民共和国衛生部伝染病重点実験室副主任に就任。2002年6月に主任昇進。2007年6月に退職。
1998年3月 - 2008年3月に浙江省衛生庁庁長・党組書記をつとめた。
2012年、夫とともに中国の医療人材を育成するために、「樹森・蘭娟院士人才基金」を浙江大学で設立した。2014年に基金会に基づき、「樹蘭医学賞」も設立した。

## 家族
夫の鄭樹森は肝胆膵外科の専門家、中国工程院院士である。息子1人をもうけた。

## 栄典
- 2005年、中国工程院院士[6]。